# Gambusia heterochir
Gambusia heterochir är en fiskart som beskrevs av Hubbs, 1957. Gambusia heterochir ingår i släktet Gambusia och familjen Poeciliidae. IUCN kategoriserar arten globalt som sårbar. Inga underarter finns listade i Catalogue of Life.